# Israël aux Jeux olympiques d'été de 1992
Israël participe aux Jeux olympiques d'été de 1992 à Barcelone, Yael Arad et Oren Smadja étant les deux premiers athlètes israéliens à obtenir une médaille aux Jeux olympiques.

## Liste des médaillés israéliens

### Médailles d'or
| Sport              | Discipline | Sportifs | Performance |
| Médailles d'or : 0 |            |          |             |

### Médailles d'argent
| Sport                  | Discipline     | Sportifs  | Performance |
| Médailles d'argent : 1 |                |           |             |
| Judo                   | moins de 61 kg | Yael Arad |             |

### Médailles de bronze
| Sport                   | Discipline     | Sportifs    | Performance |
| Médailles de bronze : 1 |                |             |             |
| Judo                    | moins de 71 kg | Oren Smadja |             |